# Vaujany
Vaujany ist eine französische Gemeinde im Département Isère in der Region Auvergne-Rhône-Alpes. Die Gemeinde, die zum Arrondissement Grenoble und zum Kanton Oisans-Romanche gehört, hat 352 (Stand: 1. Januar 2022) Einwohner, die Vaujanyats bzw. Vaujanyates genannt.

## Geographie
Vaujany liegt etwa 27 Kilometer ostsüdöstlich von Grenoble. Im Nordosten der Gemeinde befindet sich der Stausee Lac de Grand-Maison sowie im Südwesten der Gemeinde der Stausee Lac du Verney, die beide vom Fluss Eau d’Olle und seinen Zuflüssen dotiert werden. Umgeben wird Vaujany von den Nachbargemeinden Le Haut-Bréda im Norden, Saint-Colomban-des-Villards im Nordosten, Saint-Sorlin-d’Arves im Osten, Clavans-en-Haut-Oisans und Le Freney-d’Oisans im Südosten, Oz im Süden sowie Allemond im Westen.

## Bevölkerungsentwicklung
| Jahr                       | 1962 | 1968 | 1975 | 1982 | 1990 | 1999 | 2006 | 2017 |
| -------------------------- | ---- | ---- | ---- | ---- | ---- | ---- | ---- | ---- |
| Einwohner                  | 308  | 270  | 224  | 412  | 242  | 311  | 311  | 337  |
| Quellen: Cassini und INSEE |      |      |      |      |      |      |      |      |

## Sehenswürdigkeiten
- Kirche Saint-Étienne
- Kapelle Notre-Dame et Saint-Antoine in der Ortschaft La Villette
- Kapelle Saint-Claude in der Ortschaft Porchery
- Museum über die hydroelektrische Stromerzeugung an den Staudämmen